# Vinicius de Moraes
Marcus Vinicius da Cruz de Mello Moraes (ur. 19 października 1913 w Rio de Janeiro, zm. 9 lipca 1980 tamże) – brazylijski poeta, prozaik, dramaturg, krytyk filmowy, muzyk, kompozytor, wokalista – jeden z twórców stylu bossa nova, a także dyplomata.

## Życiorys
Autor sztuki Orfeu da Conceição, której wersja filmowa pt. Czarny Orfeusz (Orfeu Negro, 1959), zdobyła Oscara dla najlepszego filmu nieanglojęzycznego oraz Złotą Palmę na 12. MFF w Cannes.
Zasiadał w jury konkursu głównego na 19. MFF w Cannes (1966).
Vinicius de Moraes był jedną z dominujących postaci brazylijskiej muzyki od końca lat 50. aż do śmierci w 1980. Wraz z takimi muzykami jak Tom Jobim, Toquinho i Baden Powell stworzył szereg najpopularniejszych utworów brazylijskiej muzyki popularnej.
W 2010 został pośmiertnie odznaczony brazylijskim Orderem Zasługi dla Kultury.

## Wybrane utwory muzyczne
- A Felicidade
- Berimbau
- Canto de Ossanha
- Chega de Saudade
- Estrada branca
- Eu sei que vou te amar
- Garota de Ipanema (ang. The Girl from Ipanema)
- Insensatez (ang. How Insensitive)
- Samba da bênção
- Samba em prelúdio

## Wybrana dyskografia
- Orfeu da Conceição (1956)
- Canção do Amor Demais (1958)
- Por Toda a Minha Vida (1959)
- Vinicius e Odette Lara (1963)
- De Vinicius e Baden especialmente para Ciro Monteiro (1965)
- Vinicius e Caymmi no Zum Zum (1965)
- Os Afro Sambas de Baden e Vinicius  (1966)
- Vinicius: Poesia e Canção. Vol. 1 (1966)
- Vinicius: Poesia e Canção. Vol. 2 (1966)
- Garota de Ipanema (1967)
- Vinicius (1967)
- Vinicius em Portugal (1969)
- Amália / Vinicius (1970)
- Vinicius de Moraes en Buenos Aires (1970)
- Como dizia o Poeta... (1971)
- Toquinho e Vinicius (1971)
- Vinicius + Bethania + Toquinho (1971)
- A Canção e a Voz de Marília
- Medalha na Poesia de Vinicius (1972)
- Jesus Cristo Superstar (1972)
- Vinicius canta: "Nossa Filha Gabriela" (1972)
- São Demais os Perigos Dessa Vida (1972)
- O Bem-Amado (1973)
- Fogo Sobre Terra (1974)
- Vinicius & Toquinho (1974)
- Saravá Vinicius! (1974)
- Vinicius / Toquinho (1975)
- O Poeta e o Violão (1975)
- Deus lhe Pague (1976)
- Antologia Poética (1977)
- Tom, Vinicius, Toquinho e Miúcha (1977)
- 10 Anos de Toquinho & Vinicius (1979)
- Um Pouco de Ilusão (1980)
- Testamento... (1980)
- Arca de Noé (1980)
- Arca de Noé 2 (1981)
- Vinicius (1982)
- Brasília. Sinfonia da Alvorada (1983)
- Prelúdio e Canções de Amor (1983)
- Canta (1986)
- Poeta, Moça e Violão (1991)
- Vinicius em Cy (1993)
- Songbook Vol.1 (1993)
- Songbook Vol.2 (1993)
- Songbook Vol.3 (1993)
- Vinicius de Moraes por Odete Lara (1998)
- Vivendo Vinicius ao vivo (1999)
- Tom Canta Vinicius (ao vivo) (2000)
- Canção do Amor Demais (2003)
- Jobim Sinfônico (2003)
- Berimbaum • Paula Morelenbaum (2004)
- Trilha sonora do filme Vinicius (2005)
- Um encontro no Au bon gourmet (2015)